# Ах, водевіль, водевіль...
«Ах, водевіль, водевіль...» (рос. «Ах, водевиль, водевиль...») — російський радянський художній фільм 1979 року режисера Георгія Юнгвальд-Хількевича, музична комедія за мотивами водевілю Петра Григор'єва «Дочка російського актора»..

## Сюжет
Акторові Михайлу Лисичкину в театрі дають відставку, чим завдають глибокої образи. Він вирішує відвадити свою дочку Вірочку від сцени і вдало видати її заміж за двічі вдівця і відставного гусарського прапорщика Акакія Ушицю. У плани Вірочки це не входить, тому що вона мріє про кар'єру театральної актриси...

## У ролях
- Галина Бєляєва
- Михайло Пуговкін
- Олег Табаков
- Людмила Крилова

## Творча група
- Сценарій: Георгій Юнгвальд-Хількевич
- Режисер: Георгій Юнгвальд-Хількевич
- Оператор: Володимир Бондарєв
- Композитор: Максим Дунаєвський